# 씨프 하트
《씨프 하트》(영어: Thief of Hearts)는 미국에서 제작된 더글러스 데이 스튜어트 감독의 1984년 에로틱 스릴러 영화이다. 스티븐 바워 등이 출연하였고, 제리 브룩하이머 등이 제작에 참여하였다.

## 줄거리
도둑 스콧은 아동 작가 레이의 집을 털면서 레이의 아내 미키의 일기장을 손에 넣는다. 일에 파묻혀 지내는 레이가 미키를 등한시하는 동안 관심이 필요해진 미키는 다양한 환상을 일기에 털어놓고 있었다. 미키에게 빠진 스콧은 일기에서 입수한 정보를 이용해 미키를 유혹한다.

## 출연진
- 스티븐 바워
- 바버라 윌리엄스
- 존 게츠
- 데이비드 커루소
- 앨런 노스
- 크리스틴 에버솔
- 조지 웬트

## 기타 제작진
- 협력 제작: 톰 제이컵슨
- 미술: 에드워드 리처드슨
- 의상: 마이클 캐플런